# 泛克钦发展协会
泛克钦发展协会（Pan Kachin Development Society，PKDS），又称“文蚌同盟”、“泛克钦组织”，是由旅居中国、缅甸和印度三国之外的的“文蚌民族”学者、富商和其他知名人物，于1994年6月11日在泰国清迈（ Chiangmai）宣布成立的。现任主席詹杜敖（Nsang Tu Awng）。
该协会的主要宗旨是，在克钦独立组织（Kachin Independence Organization；KIO）管辖的缅甸克钦邦，帮助建立的基础教育和医疗试点项目、帮助振兴中国、与中国有领土争议的印度阿鲁纳恰尔邦(中国称藏南)及阿萨姆邦之克钦族的文化和语言。